# 東弘寺 (常総市)
東弘寺（とうこうじ）は、茨城県常総市にある真宗大谷派の寺院。

## 歴史
1250年（建長2年）、善性の開基である。善性は後鳥羽天皇の皇子で、当初は天台宗僧侶「周観」であった。周観は諸国巡錫の旅に出ていたが、ある日、常陸国真壁郡（現・同県下妻市小島）にいた浄土真宗宗祖親鸞のもとを訪れ、法話を聴き、親鸞に弟子入りして「善性」に名を改めた。そして善性は拠点となる寺「東弘庵処」を設けた。これが当寺の起源である。
。
天正年間（1573年 - 1592年）、これまで当寺は現在の同市蔵持に位置していたが、この時に現在地に移転した。現在地の地名が「大房」なのは当寺に由来し、寺運興隆していたさまを伺い知ることができる。

## 文化財
- 木造薬師如来坐像（常総市指定文化財 平成13年12月1日指定）[3]

## 交通アクセス
- 南石下駅より徒歩7分。